# Invasión francesa de Suiza
La invasión francesa de Suiza (en francés: Campagne d'Helvétie, en alemán: Franzoseneinfall) ocurrió de enero a mayo de 1798 como parte de las guerras revolucionarias francesas. La independiente  antigua Confederación Suiza colapsó por dicha invasión y también por las revueltas internas simultáneas llamadas "Revolución Helvética" de acuerdo a la actual historiografía suiza. Las instituciones del Antiguo Régimen suizo fueron abolidas para siempre y reemplazadas por una centralizada República Helvética, formando así parte de las Repúblicas Hermanas.

## Antecedentes
Antes de 1798, lo que hoy es el moderno cantón del Vaud pertenecía al cantón de Berna del cual tenía un estatus de dependencia y vasallaje. Además, la mayoría de los valdenses católicos francófonos se sentían oprimidos por la mayoría protestante germanófona de Berna. Varios patriotas valdenses, como Frédéric-César de La Harpe, abogaron por la independencia. En 1795, La Harpe llamó a sus paisanos a levantarse contra los aristócratas berneses, pero su llamamiento cayó en saco roto y tuvo que huir a la Francia revolucionaria, donde reanudó su activismo.

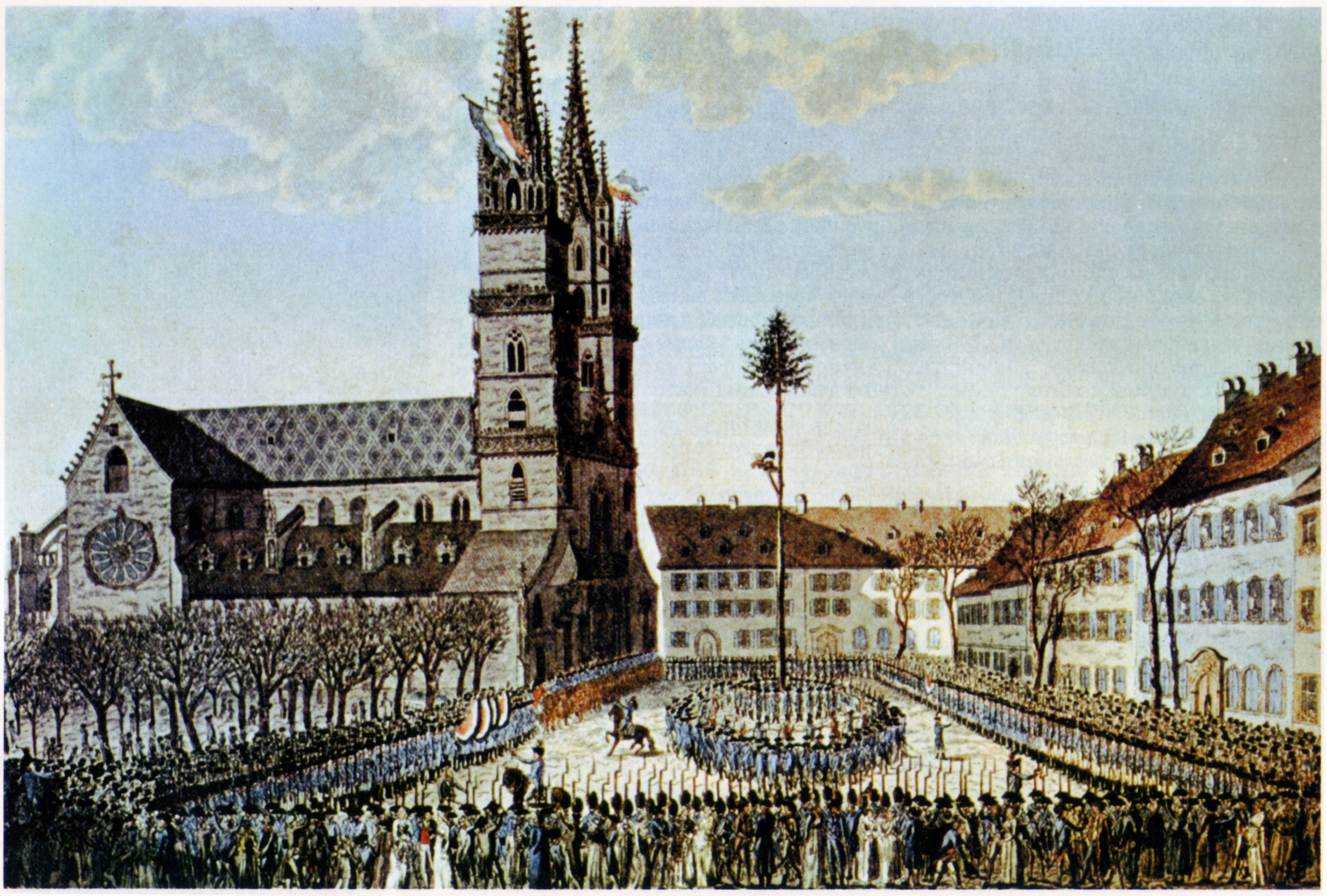
Árbol de la libertad erigido en Basilea. Este acto se repitió en otros lugares de Suiza para simbolizar la revolución y la liberación.

A finales de 1797, el general francés Napoleón Bonaparte, que acababa de conquistar con éxito el norte de Italia y fundar la República Cisalpina, presionó al Directorio francés para que ocupara Suiza; luego 10.000 tropas se reunieron cerca de la ciudad de Ginebra.Diversos territorios suizos tales como Valtelina, Chiavenna y Bormio, dependencias de las Tres Ligas, se sublevaron con apoyo francés y se separaron de la Confederación para unirse a la República Cisalpina el 10 de octubre de 1797. En diciembre, el sur del Principado-Obispado de Basilea fue ocupado y anexado a Francia. La atmósfera dentro de Suiza había cambiado significativamente debido a estos acontecimientos, y muchos patriotas pro-franceses esperaban (y los conservadores antifranceses temían) que la Revolución entonces se extendiese al resto de la Confederación, con o sin intervención militar francesa directa. Francia fogoneó el descontento de las élites rurales en los territorios vasallos y de la ciudadanía ilustrada en los cantones para estimular el entusiasmo revolucionario.
El primer evento de lo que se conocería como la "Revolución Helvética" tuvo lugar con un levantamiento patriota en Liestal en el cantón de Basilea-Campiña el 17 de enero de 1798. Los rebeldes exigieron la igualdad legal, erigieron un árbol de la libertad y quemaron tres castillos Vogtei antes del 23 de enero. El 24 de enero de 1798, la élite urbana de Vaud proclamó la República Lemánica (en francés: République lémanique)en Lausana, ciudad que recibió su sede de gobierno. A continuación, ciudadanos y súbditos de innumerables ciudades suizas, cantones y sus territorios vasallos se rebelaron y tras el ejemplo de Vaud, se proclamaron más de 40 repúblicas de corta duración en febrero, marzo y abril en todo el país.

## Invasión
Por invitación de las facciones francófonas del Vaud, 12.000 soldados franceses al mando del general Ménard invadieron Vaud el 28 de enero. Como pretexto se citó un supuesto incidente en el que soldados franceses habían sido asesinados por soldados suizos. Ocuparon el Vaud sin resistencia y fueron aclamados por la población. Un segundo ejército bajo el mando del general Schauenburg avanzó desde Mont-Terrible, ubicado en el antiguo príncipado-obispado de Basilea, hacia Berna y exigió a su gobierno que pusiera en el poder a los partidos revolucionarios pro-franceses. La negativa bernesa a hacerlo fue utilizada por los franceses para justificar la guerra. El 3 de febrero, la Légion fidèle o "Legión Leal" se formó con voluntarios francófonos de Vaud que deseaban permanecer fieles a Berna y reconquistar la República Lemánica.

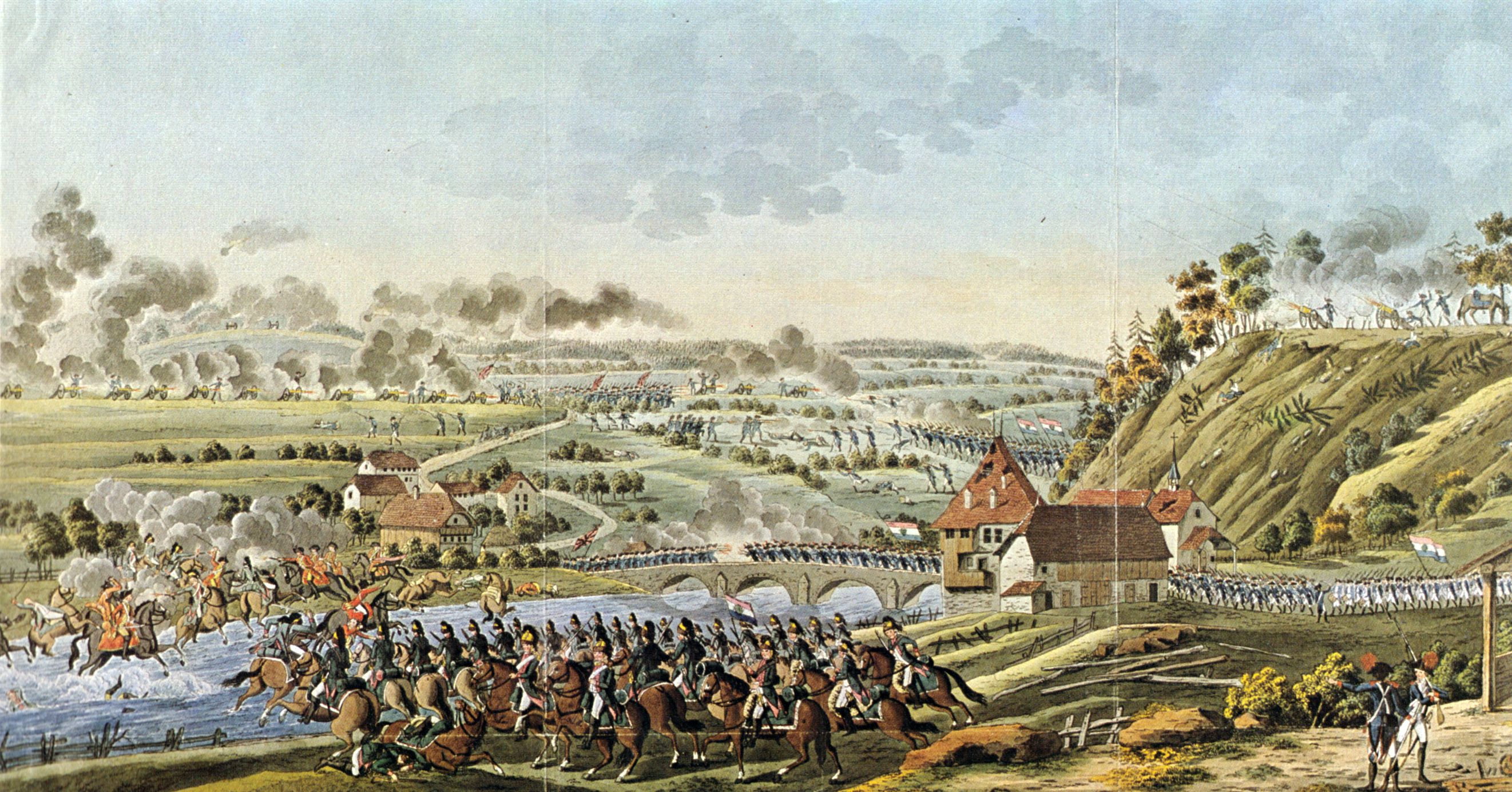
Dibujo contemporáneo de la batalla de Neuenegg, 5 de marzo de 1798.

Entre el 2 y el 5 de marzo de 1798 se produjeron pequeñas escaramuzas que condujeron al rápido desmoronamiento de la Antigua Confederación. El 5 de marzo, los franceses obtuvieron una clara victoria en la batalla de Grauholz sobre las fuerzas bernesas, confirmando la secesión del Vaud. Esto llevó a que más territorios vasallos de toda Suiza se declararan repúblicas independientes. Sin embargo, el Directorio deseaba un único estado republicano unitario en la frontera oriental de Francia, y no una miríada de decenas de pequeños estados soberanos; ordenó el (re)establecimiento de la unidad nacional, aunque esta vez con igualdad para todas sus subdivisiones (es decir, los territorios vasallos pasan a poseer el rango de cantones poniéndose a la par de sus antiguos amos). Peter Ochs ya había redactado en París una nueva Constitución unitaria, siendo aprobada por el Directorio. Muchos rebeldes suizos la detestaron y la Convención Nacional de Basilea aprobó una versión modificada, que luego fue adoptada por muchas otras entidades, pero el gobierno francés insistió en el original. Una propuesta del comandante supremo francés Guillaume Brune, presentada entre el 16 y el 19 de marzo, de dividir Suiza en tres repúblicas también fue rechazada; París impuso su diseño.
El 12 de abril de 1798, 121 diputados cantonales proclamaron la República Helvética, "Una e Indivisible". El nuevo régimen abolió la soberanía cantonal y los derechos feudales. Las fuerzas de ocupación establecieron un estado centralizado basado en las ideas de la Revolución Francesa. Los enfrentamientos de abril y mayo representan los últimos focos de resistencia contra la recién establecida República Helvética. El levantamiento de Nidwalden (Schreckenstage von Nidwalden) en septiembre fue más grave, con 435 muertos, entre ellos 118 mujeres y 25 niños. Su represión confirmó la nueva situación política.

## Batallas

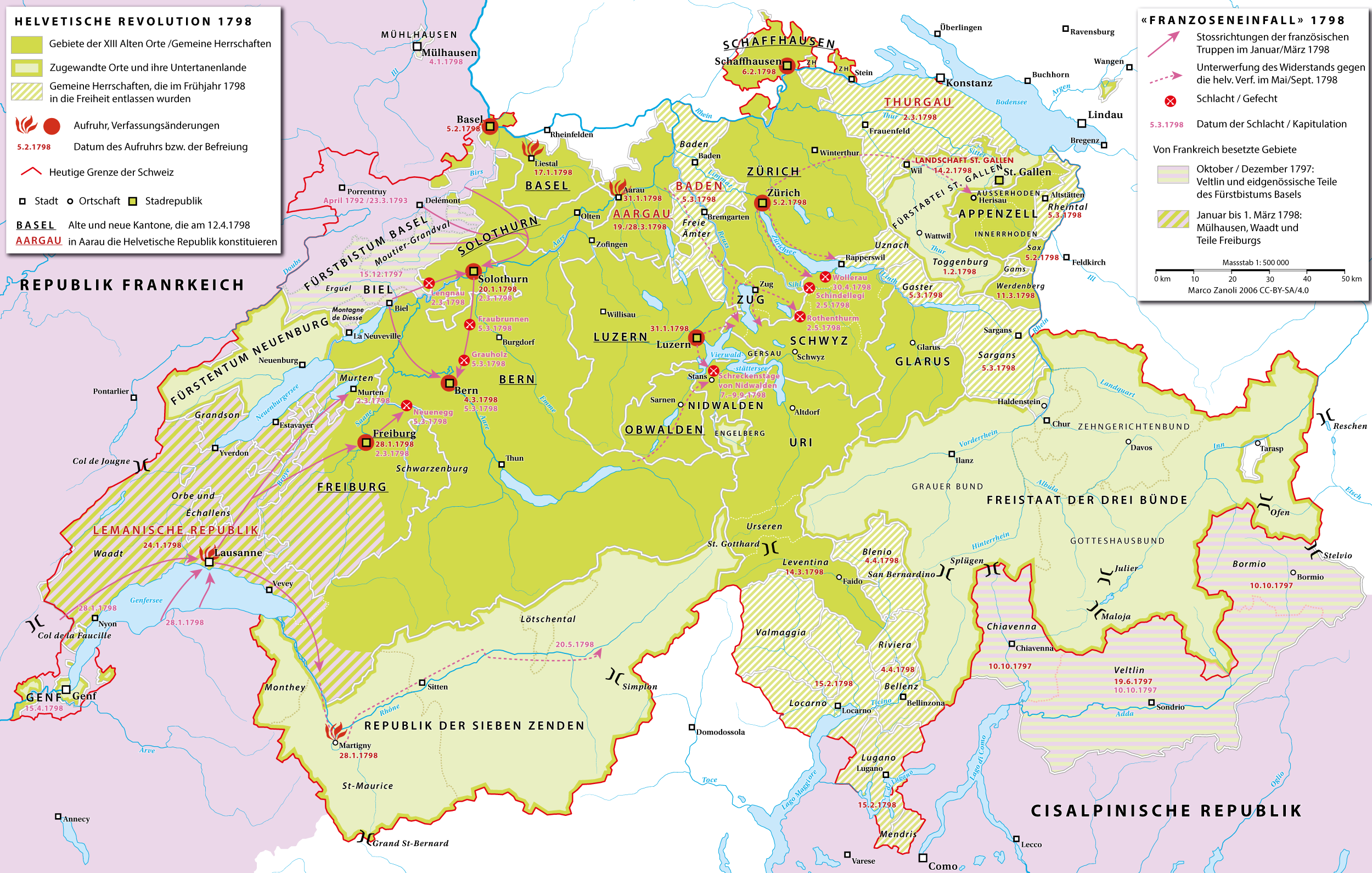
Mapa de la invasión francesa de Suiza y la Revolución Helvética simultánea.

| Fecha                       | Batalla                        | Sitio             | notas                       |
| --------------------------- | ------------------------------ | ----------------- | --------------------------- |
| 2 de marzo de 1798          | Batalla de Lengnau             | Lengnau           | Francia contra Berna        |
| 2 de marzo de 1798          | Batalla de Twann               | Twann             | Francia contra Berna        |
| 2 de marzo de 1798          | Batallas de Grenchen y Bellach | Grenchen, Bellach | Francia derrota a Soleura   |
| 3 de marzo de 1798          | Batalla del Col de la Croix    | Col de la Croix   | Francia contra Berna        |
| 5 de marzo de 1798          | Batalla de San Niklaus         | Merzligen         | Francia contra Berna        |
| 5 de marzo de 1798          | Batalla de Fraubrunnen         | Fraubrunnen       | Francia derrota a Berna     |
| 5 de marzo de 1798          | Batalla de Grauholz            | Schönbühl         | Francia derrota a Berna     |
| 5 de marzo de 1798          | Batalla de Neuenegg            | Neuenegg          | Berna vence a Francia       |
| 26 de abril de 1798         | Batalla de Hagglingen          | Hagglingen        | Francia derrota a Zug       |
| 30 de abril de 1798         | Batalla de Wollerau            | Wollerau          | Francia derrota a Schwyz    |
| 1 de mayo de 1798           | Batalla de Stucketen-Chappeli  | Beinwil SO        | Francia contra Soleura      |
| 2 de mayo de 1798           | Batalla de Schindellegi        | Feusisberg        | Francia derrota a Schwyz    |
| 2/3 de mayo de 1798         | Batalla de Rothenthurm         | Rothenthurm       | Schwyz vence a Francia      |
| 17 de mayo de 1798          | Primera batalla de Pfyn        | sion              | Francia vence al Valais     |
| 7 a 9 de septiembre de 1798 | Levantamiento de Nidwalden     | Nidwalden         | Francia derrota a Nidwalden |

## Consecuencias
La invasión puso en tensión el recién concluido Tratado de Campo Formio (18 de octubre de 1797) que había puesto fin a la Guerra de la Primera Coalición contra Francia. Entonces, las monarquías europeas volvieron a temer que la Francia republicana ampliara su dominio en el continente, y debían oponerse a ella y hacerla retroceder. La conquista francesa de Suiza, que había mantenido su neutralidad desde el estallido de la Revolución Francesa, fue uno de los motivos de la formación de la Segunda Coalición, y vería cómo un ejército austro-ruso dirigía la expedición italiana y suiza en 1799 y 1800.